# Ferrari 458 Italia
Vous lisez un « bon article » labellisé en 2010.
La Ferrari 458 Italia est une voiture de sport produite par le constructeur italien Ferrari. Les deux premiers chiffres de son nom indiquent la cylindrée du moteur (4,5 litres) et le dernier, le nombre de cylindres (8). Le nom « Italia », succédant à « Modena » et « Maranello », rappelle les origines géographiques de la marque.
La 458 Italia est propulsée par un moteur V8 atmosphérique de 4,5 litres dont la puissance spécifique atteint 127 chevaux par litre (95 kW par litre), une valeur très élevée pour un moteur atmosphérique. Très travaillée aérodynamiquement pour atteindre des vitesses élevées, elle est dotée d'aides électroniques à la conduite.
Remplaçante de la Ferrari F430, elle est officiellement présentée au salon de l'automobile de Francfort 2009.
Sa production a duré six ans, elle est remplacée en 2015 par la Ferrari 488.

## Contexte

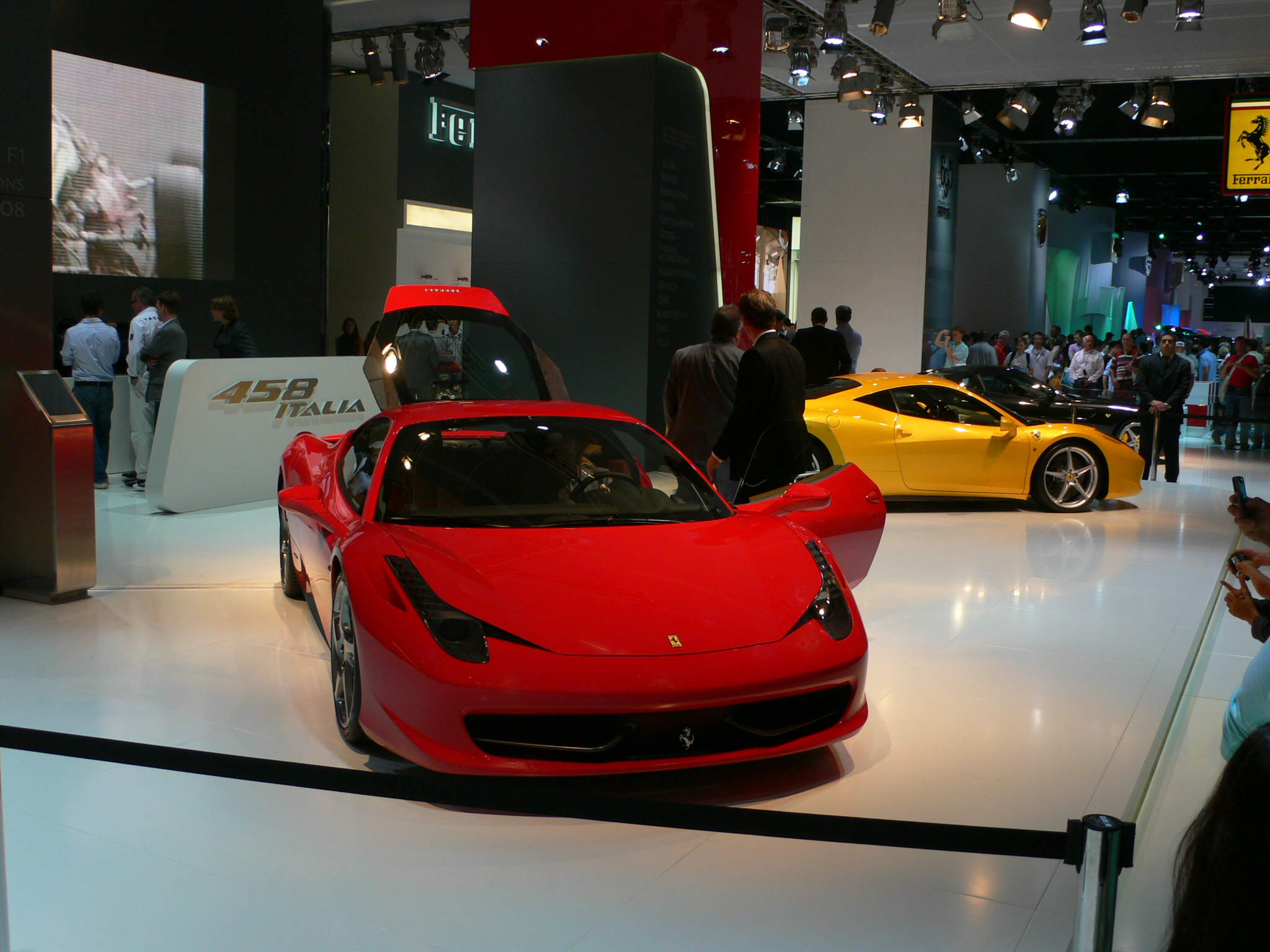
La Ferrari 458 Italia au salon de Francfort 2009.

La 458 Italia est présentée pour la première fois lors du Salon automobile de Francfort 2009 sur le stand Ferrari, après un développement auquel a notamment participé Michael Schumacher, septuple champion de monde de Formule 1. L'influence du champion allemand se traduit entre autres sur le tableau de bord et les réglages des suspensions, avec le mode « Soft » déjà présent sur la 430 Scuderia.
La production de l'Italia a commencé en automne 2009 dans la partie réservée aux moteurs V8 de la nouvelle usine de production Ferrari, aux côtés de la California. L'Italia remplace la Ferrari F430 dans la gamme des sportives à moteur V8 du constructeur italien. Les premières livraisons ont eu lieu en janvier 2010.

## Design

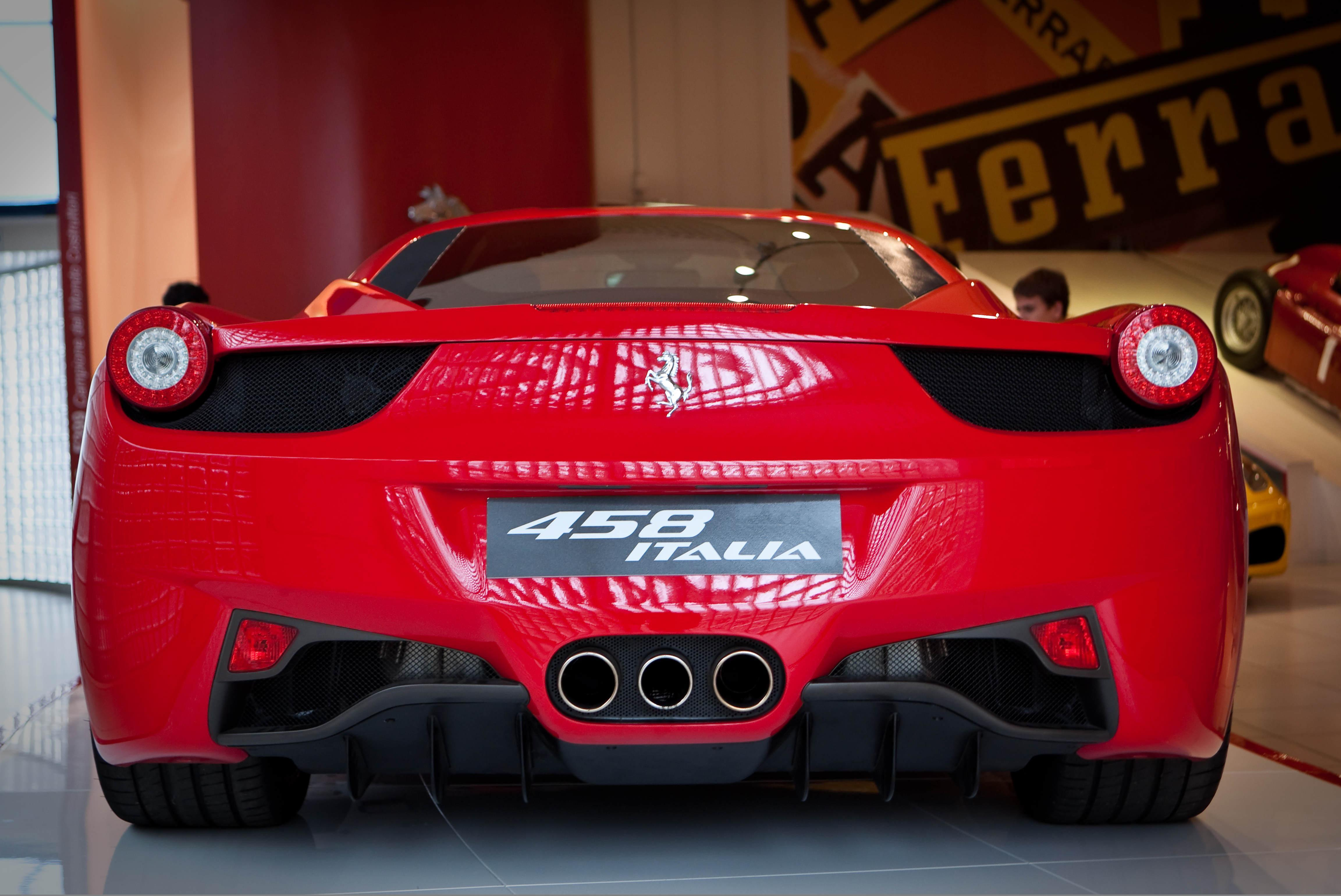
Le diffuseur arrière et la triple sortie d'échappement.

Le design de la 458 Italia est le fruit de la collaboration de Pininfarina et Ferrari. L'intérieur a été réalisé par Bertrand Rapatel, ancien directeur du design intérieur Ferrari, sous la direction de Donato Coco. Le design extérieur de la 458 Italia est fortement influencé par l'aérodynamique. Les lignes extérieures sont simples et épurées en opposition avec les derniers travaux du constructeur comme la 599 GTB Fiorano et la California. Afin de faciliter l'écoulement d'air, deux lames déformables sont placées à l'avant du capot et six autres sur le diffuseur arrière. L'arrière des flancs est creusé afin de former des sillons qui canalisent l'air jusqu'à l'aileron arrière. Ferrari souhaitait que les différents éléments aérodynamiques soient complètement intégrés à la carrosserie. Ces différentes modifications permettent à la 458 d'obtenir un coefficient de traînée de 0,33.
L'Italia innove par ses optiques de phares, utilisant la technologie des diodes électroluminescentes. La triple sortie d'échappement est similaire à celle de la F40. La calandre regroupe à présent les deux entrées d'air déjà visible sur la F430, permettant de gagner en légèreté. Le diffuseur exerce une poussée verticale vers le sol allant jusqu'à 140 kg à 200 km/h. Le fait que l'aileron ne soit pas mis en relief permet de maîtriser les différents flux d'air entourant l'Italia en créant une déportance de 360 kg à pleine vitesse.

## Technique

### Moteur et performances

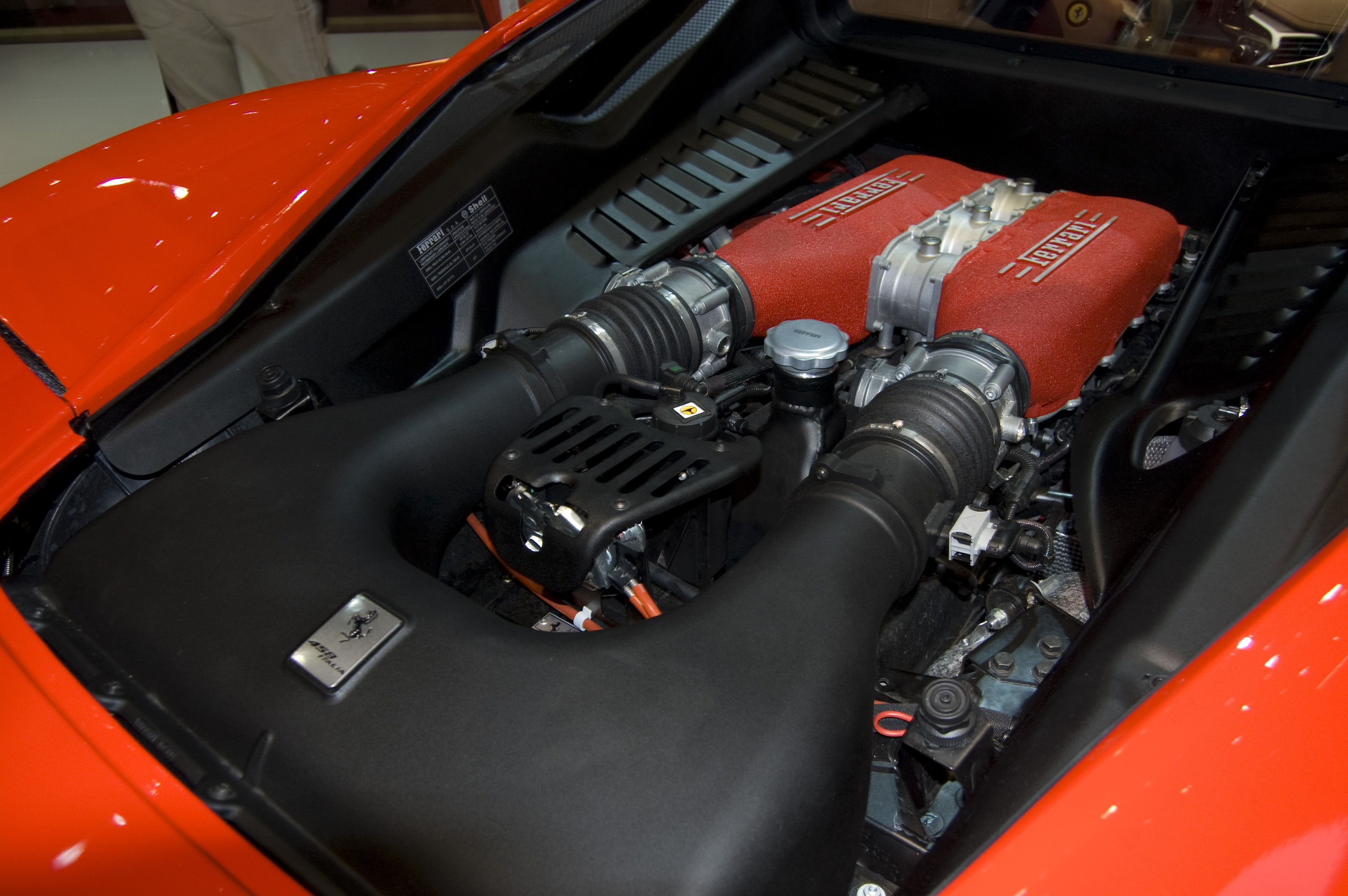
Moteur de la Ferrari 458 Italia.

Par rapport à la F430, la base mécanique est similaire (moteur F136), mais elle a fait l'objet de diverses modifications. Toujours monté en position centrale arrière, le moteur V8 bénéficie désormais d'une injection directe. Sa cylindrée est portée de 4,3 à 4,5 litres, ce qui lui permet de développer une puissance de 570 chevaux à 9 000 tr/min, soit 80 de plus que la F430 ; sa puissance spécifique atteint ainsi 127 chevaux par litre de cylindrée battant ainsi le record du monde (pour les autos), détenu jusqu'alors par la Honda S2000. Le taux de compression passe à 12,5:1, avec un alésage de 94 mm pour une course de 81 mm. Le couple maximal s'établit à 540 N m à 6 000 tr/min.
La vitesse maximale de la 458 Italia dépasse, selon Ferrari, les 325 km/h. L'accélération de 0 à 100 km/h est réalisée en moins de 3,4 secondes et le 0 à 200 km/h, en 10,4 secondes, toujours d'après le constructeur. La consommation d'essence aux cent kilomètres passe de 18,3 litres pour la F430 à 13,7 litres. Les émissions de CO2 baissent également à 320 g/km contre 420 pour la F430. Ferrari montre ainsi sa volonté de réduire l'impact écologique de ses véhicules tout en conservant leurs performances avec, pour objectif, de réduire les émissions de CO2 de ses modèles de 40 % d'ici 2012.
Les moteurs disponibles sur la 458 Italia sont les suivants,,,,, :
|                             | 4.5 570                                 | 4.5 570 Spider                          | 4.5 605 Speciale                        | 4.5 605 Speciale Aperta                 |
| Moteur                      | V8                                      | V8                                      | V8                                      | V8                                      |
| Alimentation                | Atmosphérique                           | Atmosphérique                           | Atmosphérique                           | Atmosphérique                           |
| Cylindrée                   | 4 499 cm3                               | 4 499 cm3                               | 4 497 cm3                               | 4 497 cm3                               |
| Puissance maxi              | 570 ch (425 kW) à 9 000 tr/min          | 570 ch (425 kW) à 9 000 tr/min          | 605 ch (445 kW) à 9 000 tr/min          | 605 ch (445 kW) à 9 000 tr/min          |
| Couple maxi                 | 540 N m                                 | 540 N m                                 | 540 N m                                 | 540 N m                                 |
| Norme environnementale      | Euro 5, 6                               | Euro 5, 6                               | Euro 5, 6                               | Euro 5, 6                               |
| Transmission                | Propulsion                              | Propulsion                              | Propulsion                              | Propulsion                              |
| Boite de vitesses           | Robotisée double embrayage à 7 rapports | Robotisée double embrayage à 7 rapports | Robotisée double embrayage à 7 rapports | Robotisée double embrayage à 7 rapports |
| Vitesse maxi                | 325 km/h                                | 320 km/h                                | 325 km/h                                | 320 km/h                                |
| 0–100 km/h                  | 3,4 s                                   | 3,4 s                                   | 3.0 s                                   | 3.0 s                                   |
| Consommations (en L/100 km) | 13,3 L                                  | 13,7 L                                  | 11.8 L                                  | 11.8 L                                  |
| Émissions de CO2 (en g/km)  | 307 g                                   | 307 g                                   | 307 g                                   | 307 g                                   |
| Capacité du réservoir       | 86 L                                    | 86 L                                    | 86 L                                    | 86 L                                    |
| Masse à vide (kg)           | 1 380 kg                                | 1 430 kg                                | 1 290 kg                                | 1 340 kg                                |

### Transmission
Comme sur la plupart des coupés sportifs, la transmission de la 458 se fait aux roues arrière. La transmission standard Getrag à double embrayage est identique à celle de la California et est couplée à la boîte de vitesses robotisée « F1 » à sept rapports. Celle-ci peut fonctionner en mode automatique ou manuel. La 458 est en outre, avec l'Enzo et la plus récente F12, la seule Ferrari à ne plus être disponible avec la traditionnelle boîte de vitesses mécanique à commande manuelle « à grille ».
L'usine où est assemblée cette transmission est à Maranello en Italie.

### Châssis et comportement

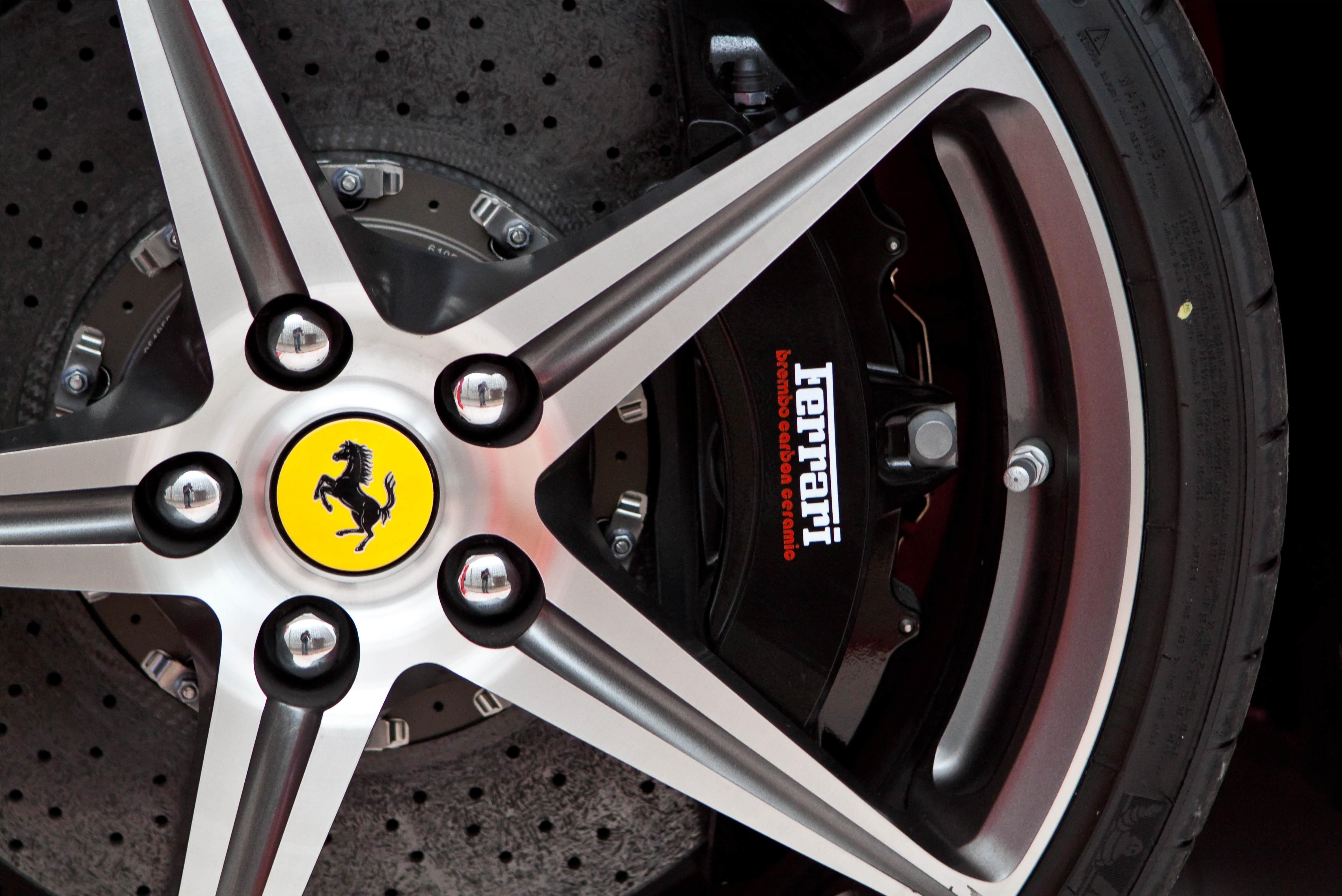
L'une des roues de la 458.

L'utilisation de matériaux légers tel que l'aluminium pour le châssis permet de limiter le poids total de la 458 à 1 485 kg, tout en lui permettant d'être 20 % plus rigide en torsion que celui de la F430. L'ensemble de ses assemblages est réalisé par soudure.
Les suspensions font l'objet d'importantes mises à niveau ; les deux triangles superposés à l'avant et le système multibras à l'arrière sont redessinés afin d'offrir de meilleures performances. D'autres interventions ont porté sur la direction pour la rendre plus rapide et directe, sur le contrôle de trajectoire « F1-Trac » et sur le différentiel électronique piloté « E-Diff ».
La Ferrari 458 Italia dispose de jantes de 20 pouces à cinq branches qui sont fixés par cinq écrous. Elles sont forgées en magnésium et montées de pneus Michelin Pilot Super Sport, de dimension 235/35 ZR20 à l'avant et 295/35 ZR20 à l'arrière. Les freins à disques en carbone/céramique, de 398 mm de diamètre à l'avant et 360 mm à l'arrière, sont pincés par des étriers en aluminium à six pistons à l'avant et quatre pistons à l'arrière. L'utilisation d'un système ABS à hautes performances permet ainsi à la 458 de s'arrêter en 32,5 mètres depuis 100 km/h.

## Habitabilité et confort

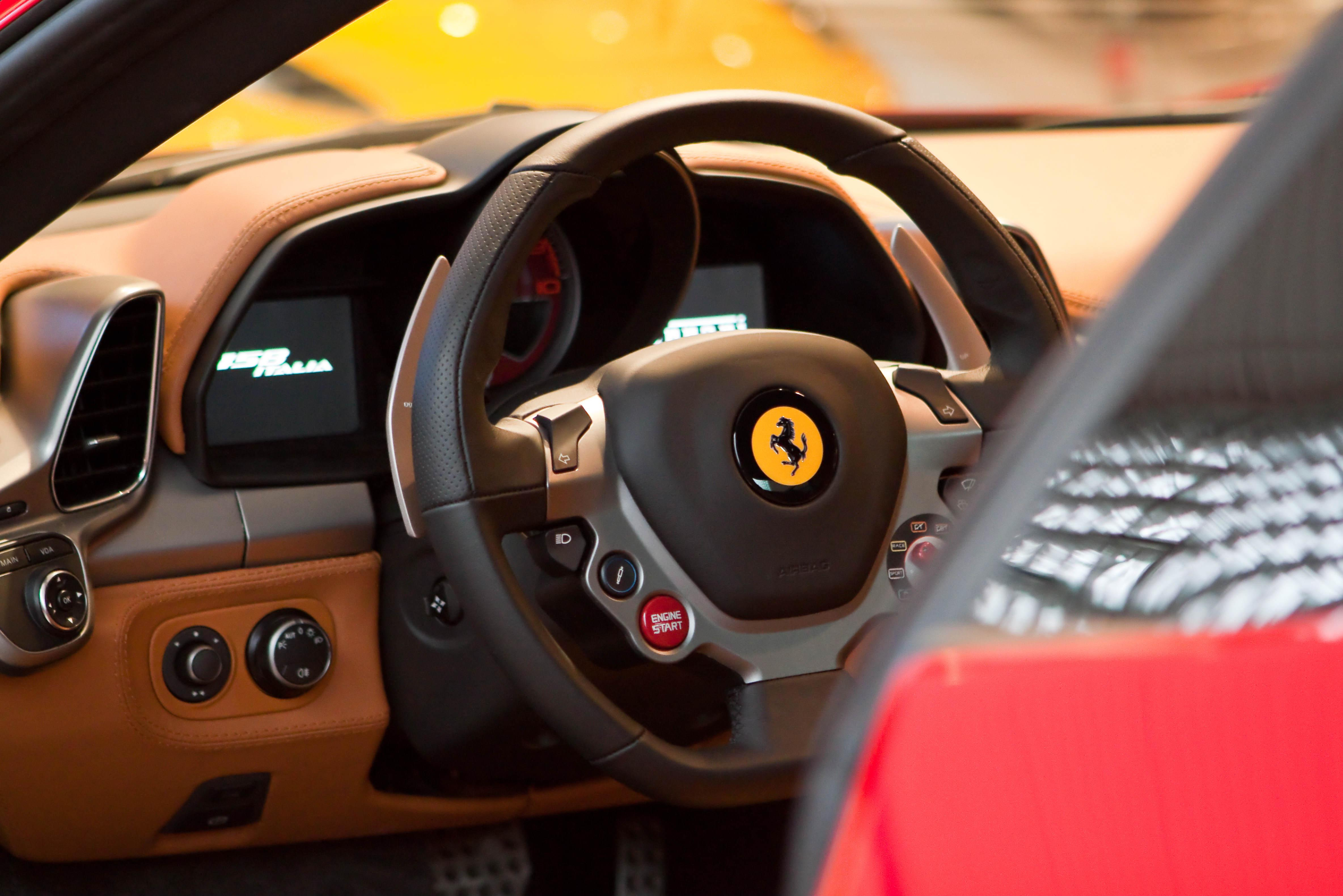
Le tableau de bord de la 458.

Très travaillé, l'intérieur de la 458 Italia comporte de nombreux détails contrastant avec la simplicité de l'extérieur. Comme la plupart des Ferrari, la 458 ne dispose que de deux sièges. L'empattement augmente de cinq centimètres par rapport à la F430, permettant un gain d'espace dans l'habitacle. Les sièges baquets sont recouverts de cuir, tout comme le tableau de bord. Celui-ci est composé d'un compte-tours, placé face au conducteur, et de deux écrans LCD affichant d'un côté la vitesse, la Hi-Fi et le GPS, et de l'autre la « santé » de la voiture et les programmes d'assistance à la conduite.
Pour simplifier la conduite, les commandes principales sont réunies sur le volant à la manière des Formule 1. Le conducteur peut ainsi modifier rapidement les différents modes de suspensions et les niveaux d'aides électroniques ; ceux-ci sont composés du mode « Sol glissant » permettant de maintenir toutes les aides, du mode « Sport » permettant une plus grande marge de manœuvre et des modes « Race », « CT off » et « CST off » pour les pilotes plus expérimentés. Le bouton « Engine Start », les essuie-glaces, les clignotants et l'avertisseur sonore y sont aussi installés. Le reste des commandes est regroupé sur deux « satellites » de chaque côté du volant, avec à droite la télématique, la navigation, le téléphone, la radio, le tachymètre numérique et la caméra de recul, et à gauche la gestion du système Vehicle Dynamics Assistance.

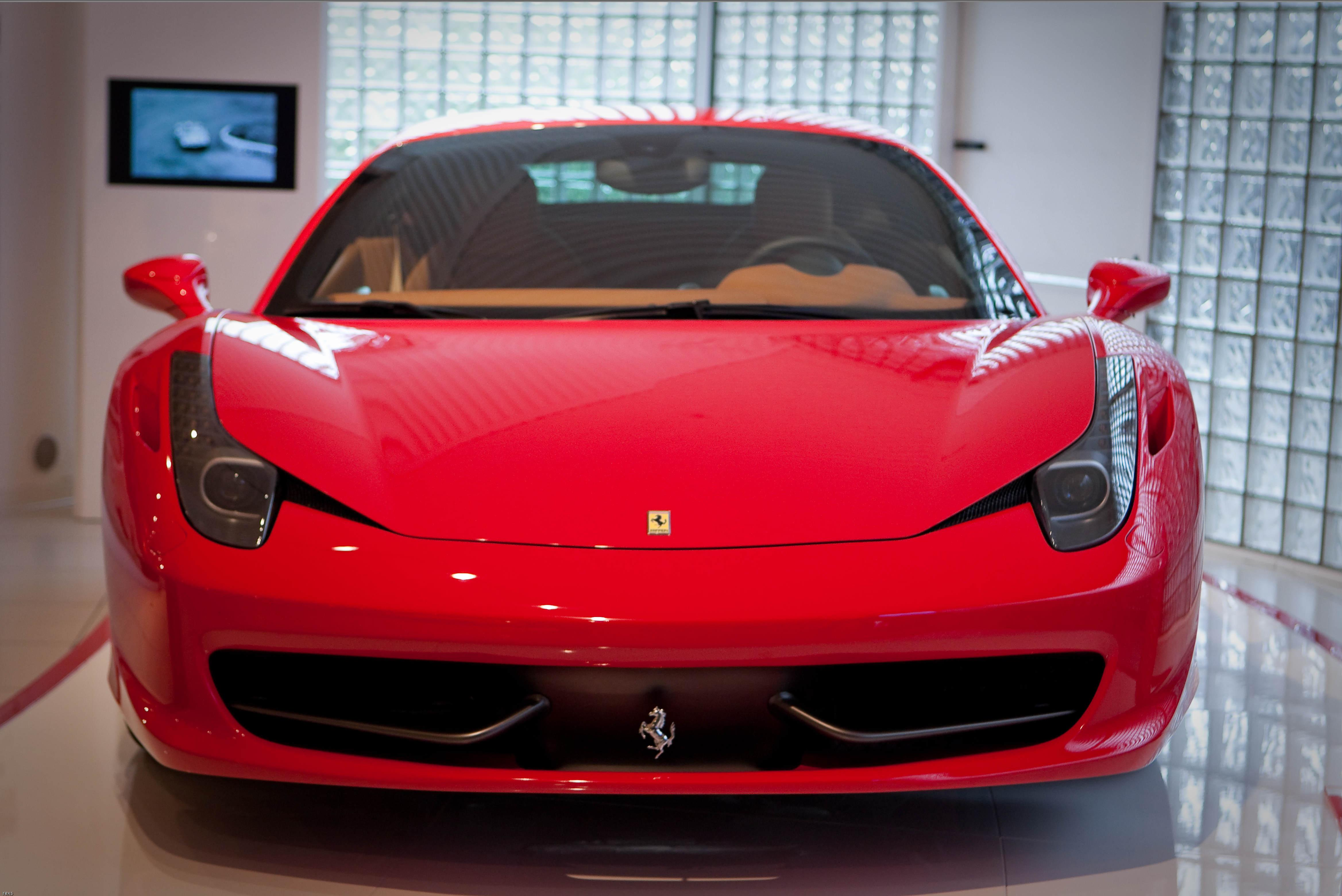
La Ferrari 458 Italia vue de face.
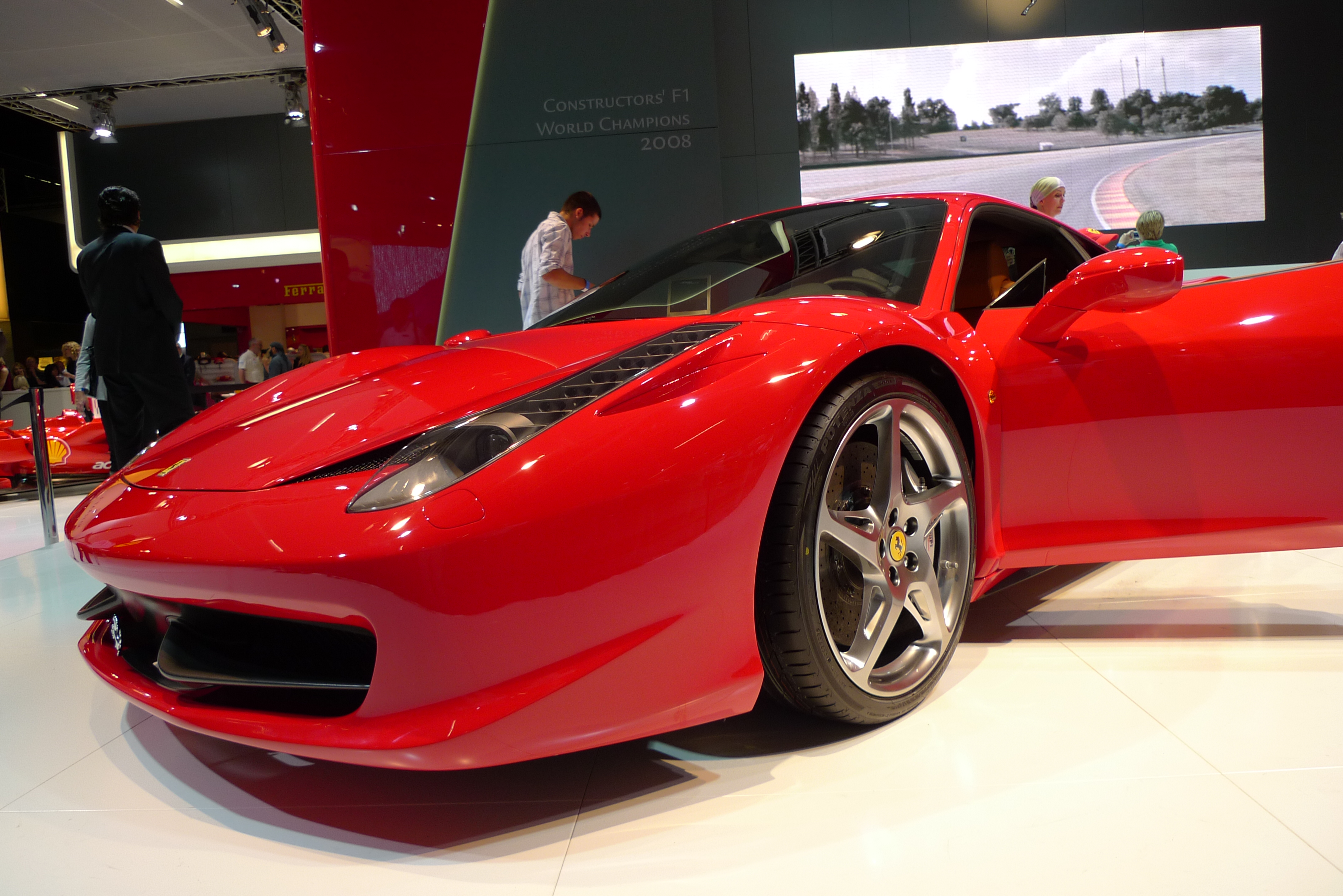
Vue de trois-quarts avant, avec les nouveaux phares à LED.
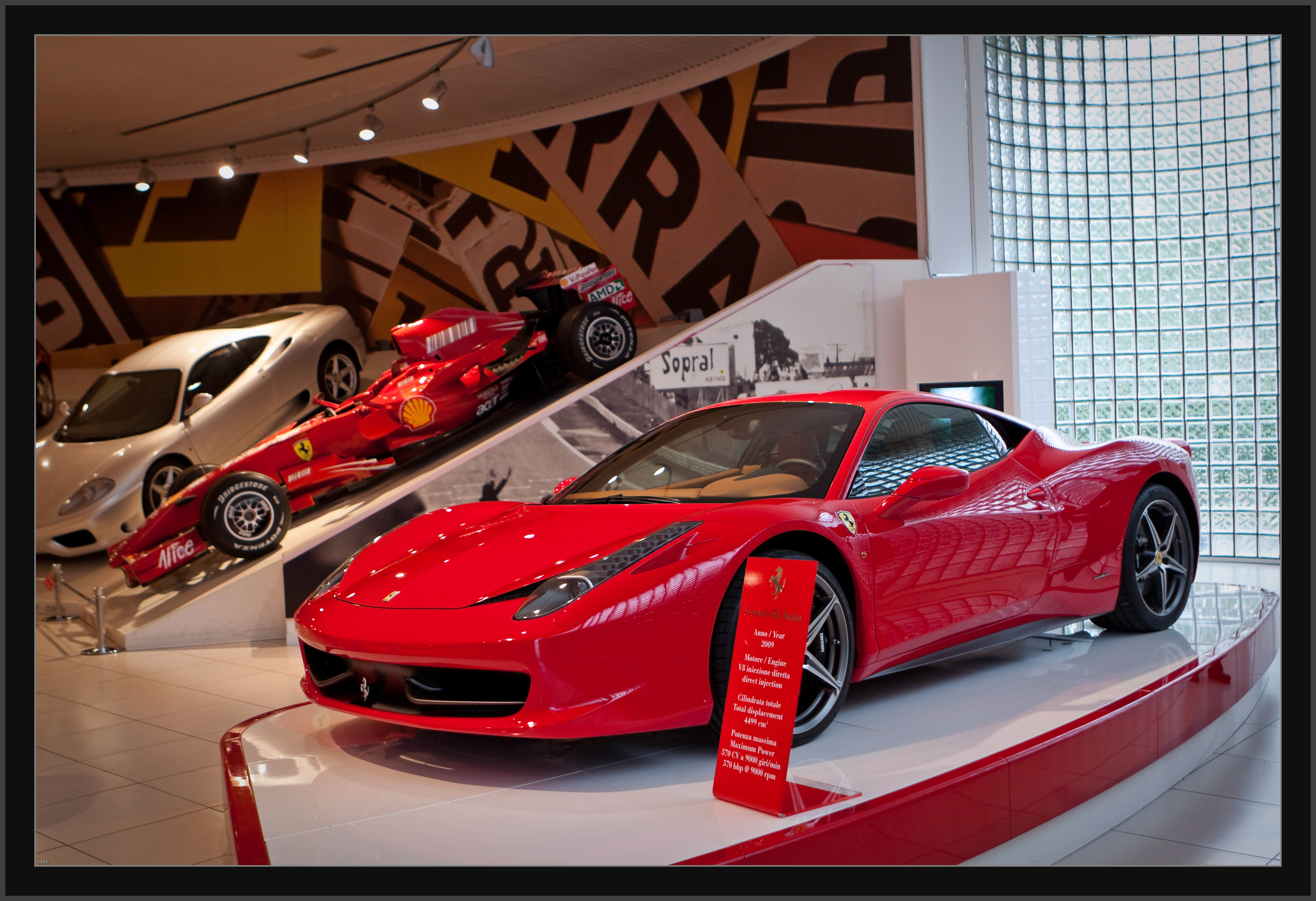
La 458 aux côtés d'une Formule 1 et d'une 360 Modena.
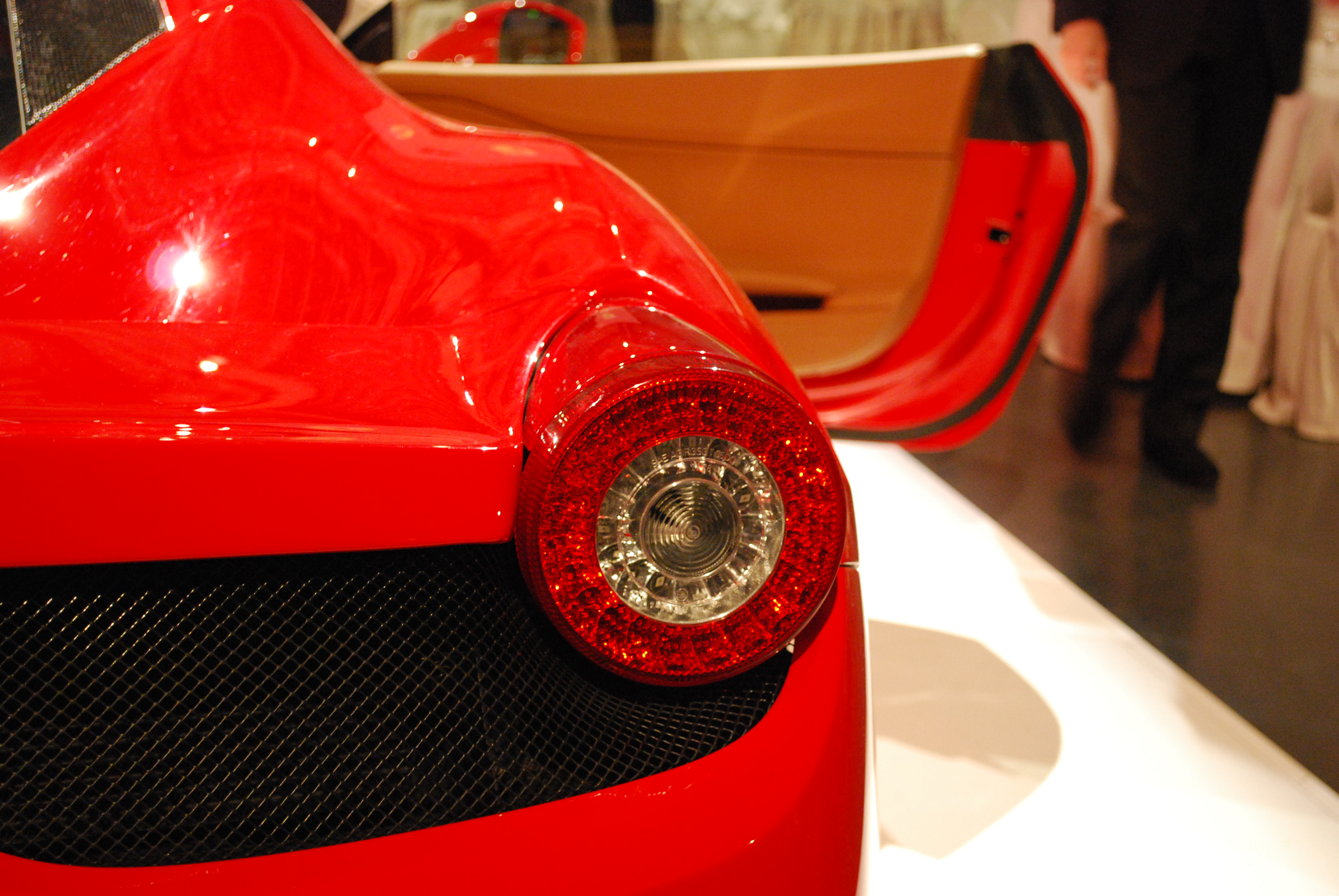
Vue de détail des feux arrière de la 458.
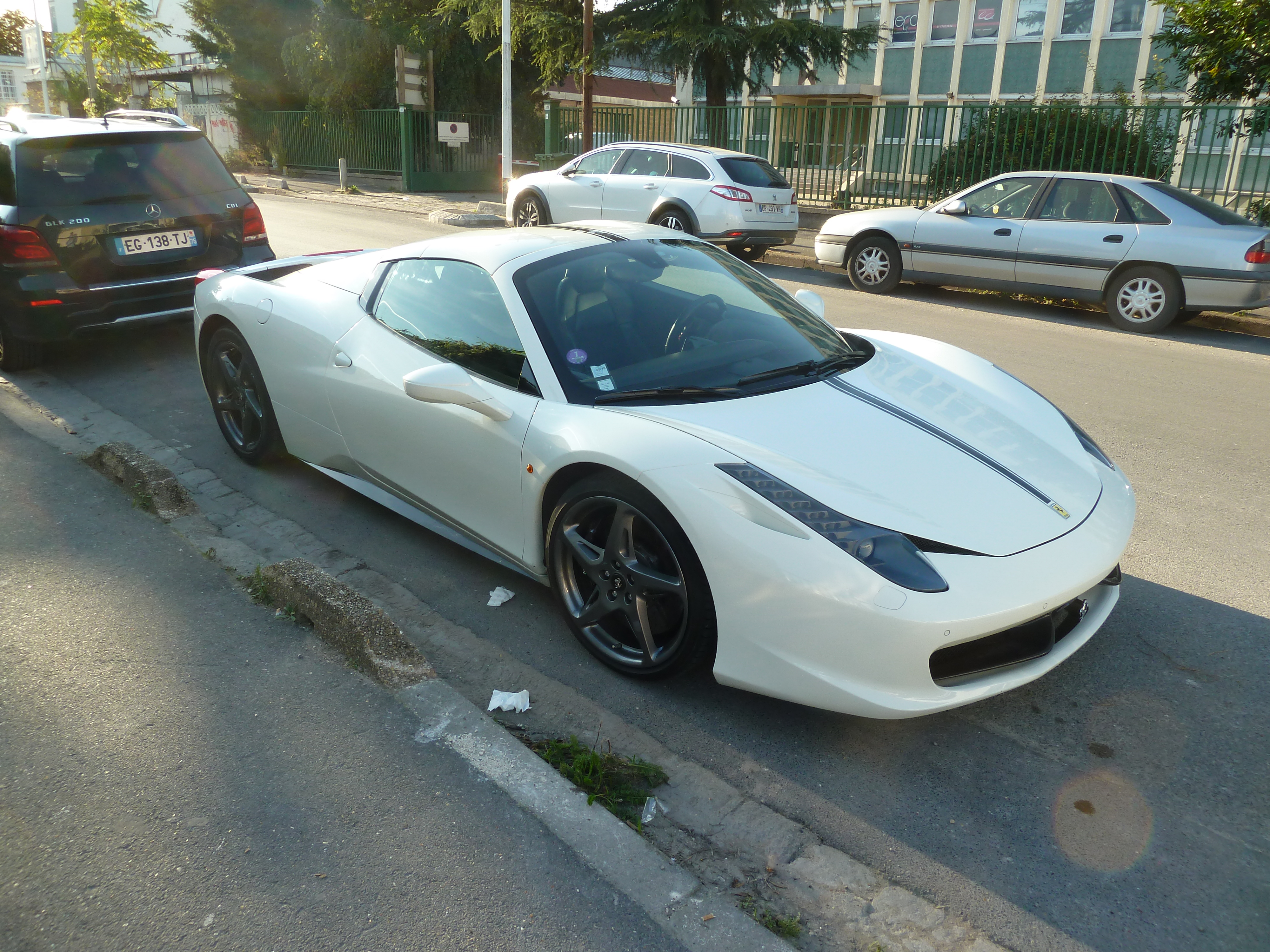
Ferrari 458 Italia Spider.

## Compétition

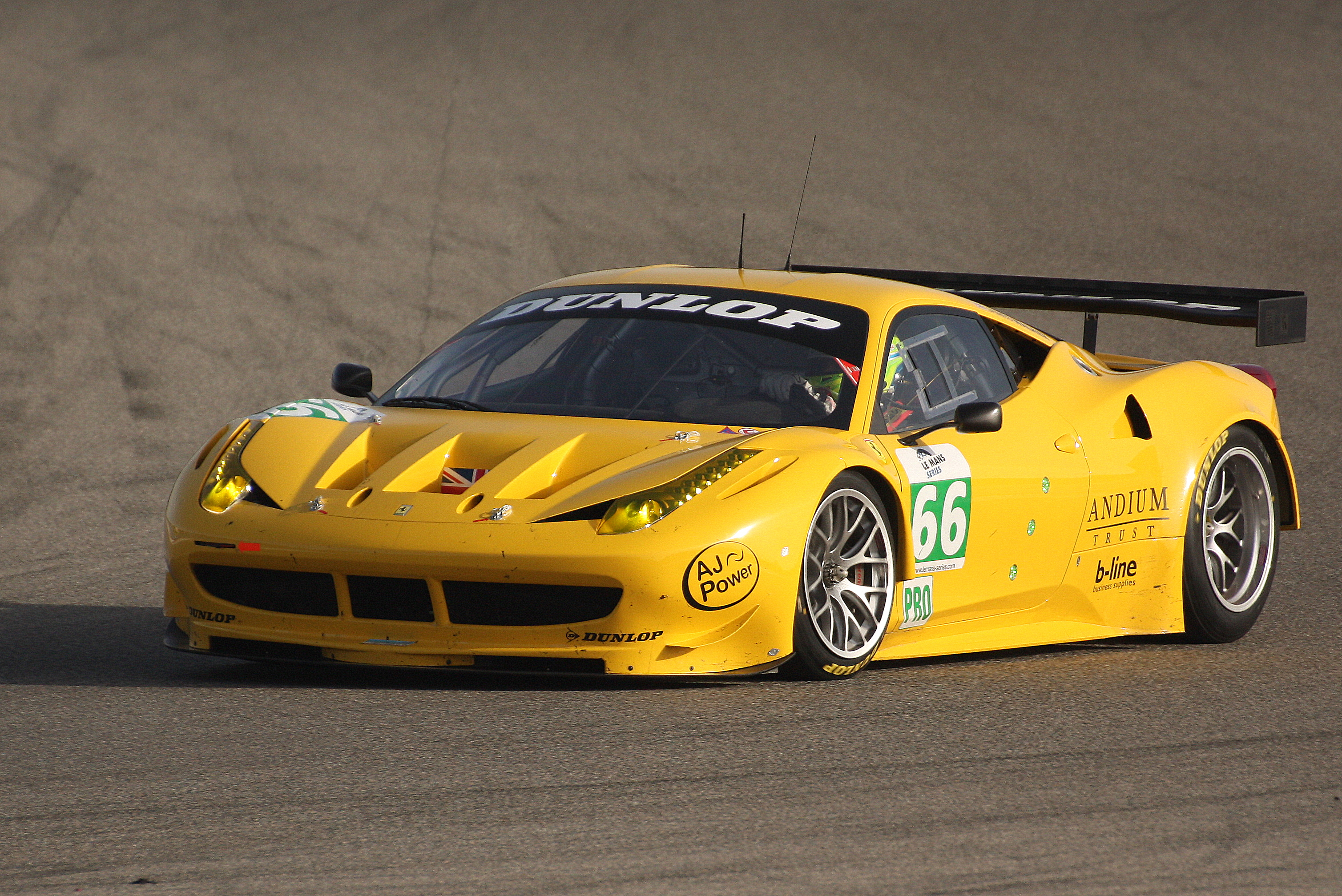
La Ferrari 458 Italia GT2 du JMW Motorsport aux 6 Heures du Castellet 2011.

Comme de coutume chez Ferrari avec les berlinettes à moteur V8, la 458 est déclinée en une version course exclusivement destinée à un usage sur circuit. Si aucune modification ne sera apportée au moteur, le châssis est en revanche profondément revu, principalement en termes d'allègement. Les trains roulants et la transmission font également l'objet d'améliorations, avec notamment l'adoption du système « F1-Trac » directement dérivé de celui des monoplaces de Formule 1. La Ferrari 458 Challenge n'est pas alignée en piste avant 2011.

### Ferrari 458 Italia GT2
La voiture est déclinée en deux versions : une version GT2 destinée à courir dans la catégorie GTE dans les championnats : European Le Mans Series, Championnat du monde d'endurance FIA, Intercontinental Le Mans Cup, American Le Mans Series, International GT Open et Asian Le Mans Series.

### Ferrari 458 Italia GT3
Une version GT3 est également développée pour différents championnats tels que : le Blancpain Endurance Series, le Championnat du monde FIA GT1, le Championnat d'Europe FIA GT3, l'International GT Open et divers championnats nationaux comme le GT Tour où l'ADAC GT Masters.

## Soucis de fiabilité
Fin août 2010, plusieurs incidents impliquant des 458 sont relayés dans la presse. Depuis le début de l'année 2010, dix modèles auraient ainsi connu de graves avaries, dont trois ont entraîné un incendie du véhicule. Si certains cas peuvent découler d'un usage inapproprié du véhicule, les trois modèles ayant pris feu ont pour leur part été rapatriés à Maranello pour expertise. Une telle succession d'incidents sur un même modèle constitue une première pour Ferrari.
Quelques jours plus tard, Ferrari annonce le rappel de toutes les 458 Italia, soit plus de 1 200 véhicules. À la suite des expertises menées sur les trois modèles analysés, il a été découvert un problème sur une protection thermique au niveau du train arrière, fixée par collage. En cas de forte chaleur doublée d'une utilisation intensive, la colle utilisée fond et peut prendre feu. Le rappel permettra de remplacer cette colle par une fixation mécanique.

## 458 Spider

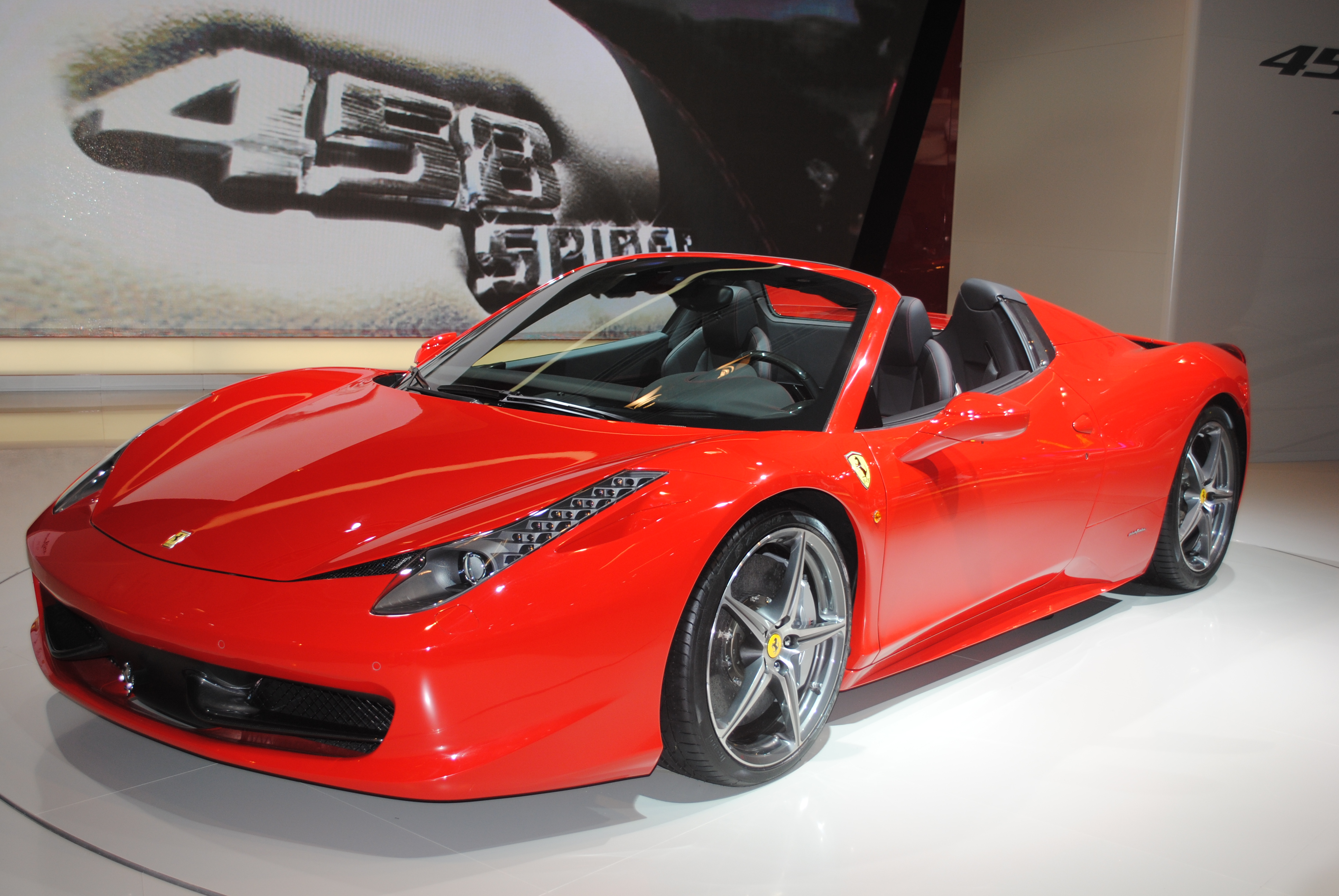
458 Spider au salon de Francfort en 2011.

Ferrari dévoile la 458 Spider au salon de l'automobile de Francfort en 2011. Cette variante cabriolet est dotée d'un toit rétractable en dur qui, selon Ferrari, pèse 25 kg de moins qu'un toit en toile comme celui qu'on le trouve sur la Ferrari F430 Spider, et peut être rétracté en 14 secondes,. Le capot moteur a été redessiné pour être adapté au nouveau toit. Ferrari prévoit de produire entre 1 500 et 2 000 exemplaires de 458 Spider chaque année. Le temps du 0 à 100 km/h reste le même mais la vitesse de pointe est désormais de 320 km/h.

## 458 Speciale
Présentée en septembre 2013 au salon de Francfort, la 458 Speciale est une version plus radicale, homologuée pour la route, de la 458 Italia.
Sous le capot, la puissance grimpe de 35 ch par rapport à l'Italia et de 95 ch par rapport à la 430 Scuderia. Le rendement établit un nouveau record du monde à 135 ch/l, au lieu de 118 ch/l à la Scuderia et 127 ch/l à l'Italia
Par rapport à la version 458 Italia, la Speciale perd aussi du poids : près de 100 kg en moins. En conséquence, son rapport poids/puissance passe à 2,13 kg par cheval au lieu de 2,60 pour l'Italia.
La 458 Speciale est équipée d’une boîte automatique 7 rapports à double embrayage. Le temps de passage est réduit de 20 % à la montée et de 44 % au rétrogradage. Les temps de passage des rapports tombent ainsi à 0,06 seconde.
Extérieurement, la face avant est retravaillée, des ailerons de requin au niveau des bas de caisse, un capot avant nervuré et un capot moteur assorti d'un becquet. Ce dispositif, qui participe à l'efficacité aérodynamique, fonctionne avec des éléments mobiles. Pour réduire la traînée et augmenter l'appui, les ingénieurs ont imaginé un système qui repose à l'avant sur deux volets verticaux s'ouvrant sous l'effet de la pression au-dessus de 170 km/h. Passé 220 km/h, c'est au tour du volet horizontal de s'abaisser et de canaliser l'air pour plaquer la voiture au sol. L'arrière applique la même recette. Le spoiler travaille de concert avec le diffuseur et les volets actifs situés sous la voiture pour favoriser l'écoulement de l'air et l'équilibre général. L'accélération latérale est portée à 1,33 G.
L'habitacle est dénudé pour gagner du poids avec un plancher en aluminium et des panneaux de portières et pièces du tableau de bord en carbone. De l'alcantara recouvre la planche de bord et le contour des baquets revêtus d'une maille technique alvéolée.
La 458 Speciale effectue un temps de 1 min 23 s 5 sur le circuit référence de Fiorano, c'est 0 min 5 s de mieux que la 458 de base, 0 min 5 s de plus qu'une F12 Berlinetta ou qu'une 599 GTO.
La 458 Speciale est vendue à 235 807 € (hors malus), soit 33 500 € de plus que la 458 Italia.

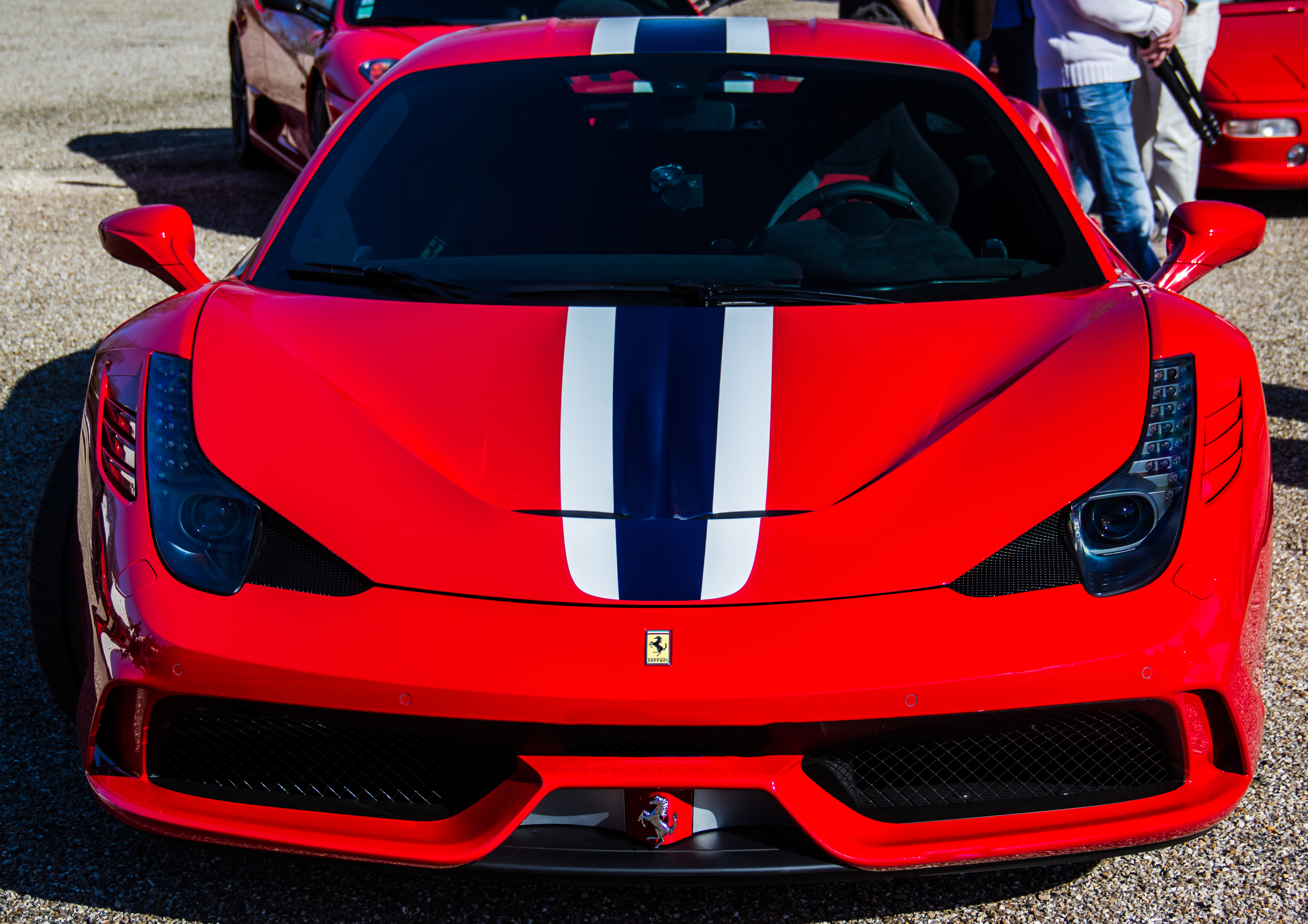
La Ferrari 458 Speciale vue de face.
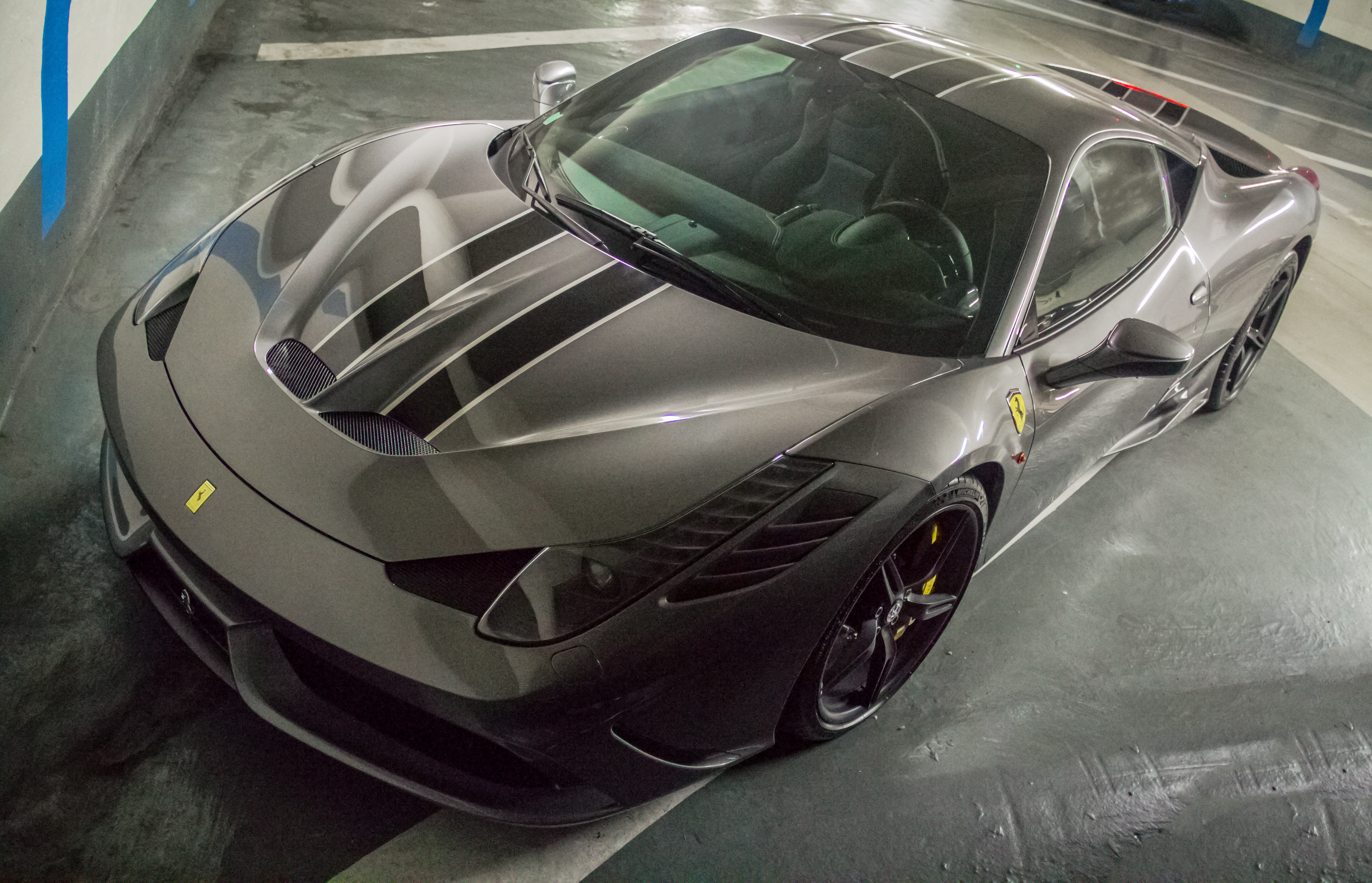
Vue de trois-quarts avant.
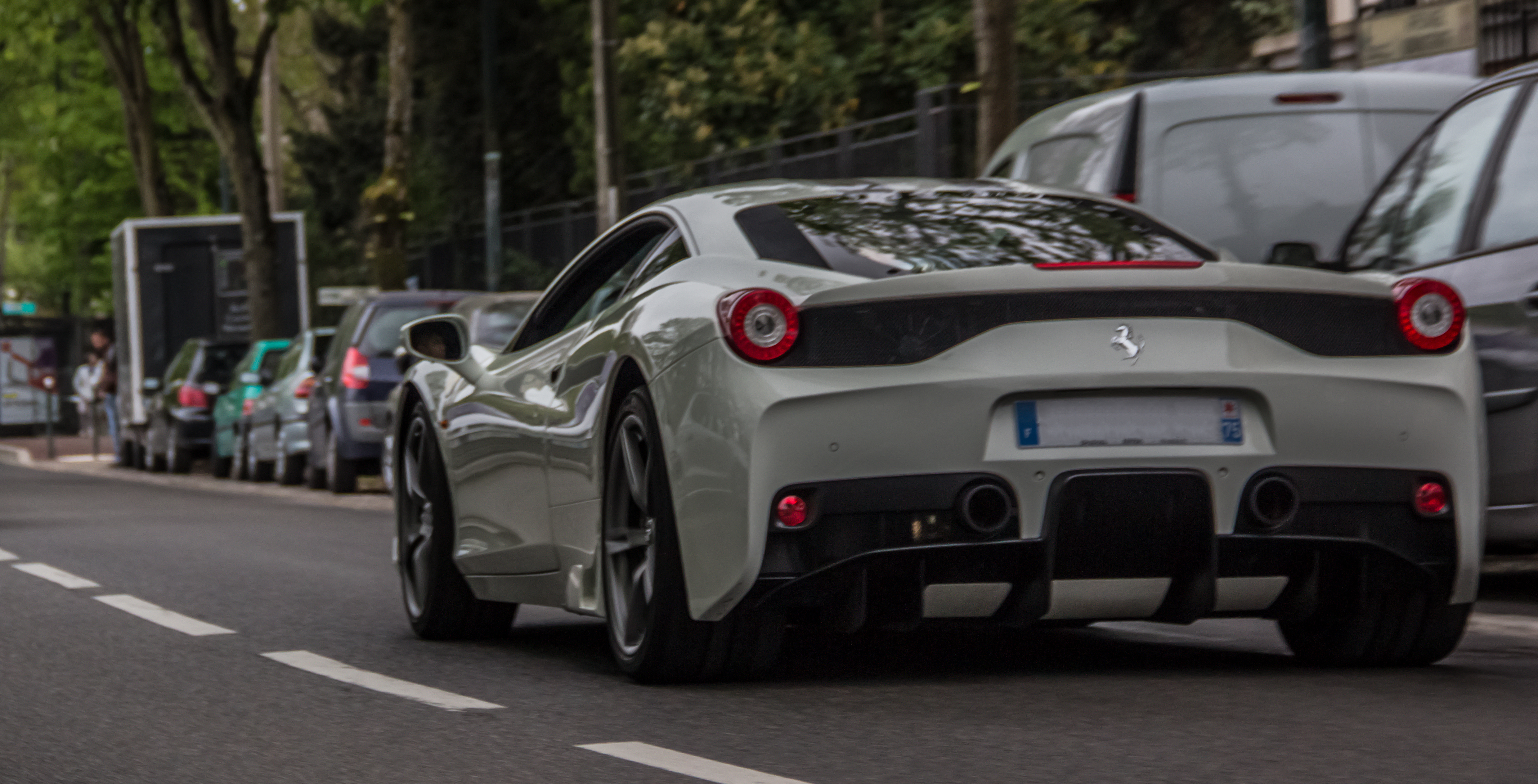
Vue arrière.

### 458 Speciale A
Il s'agit de la version Spider de la 458 Speciale. Le 'A' signifie Aperta ou « Ouverte » en italien. Elle a été dévoilée au Mondial de l'automobile de Paris 2014.
Elle n'est que 50 kg plus lourde que le coupé (soit 1 340 kg) grâce à un toit rigide escamotable en aluminium.
Elle a été produite à 499 exemplaires, comme la 430 Scuderia Spider 16M de 2008.

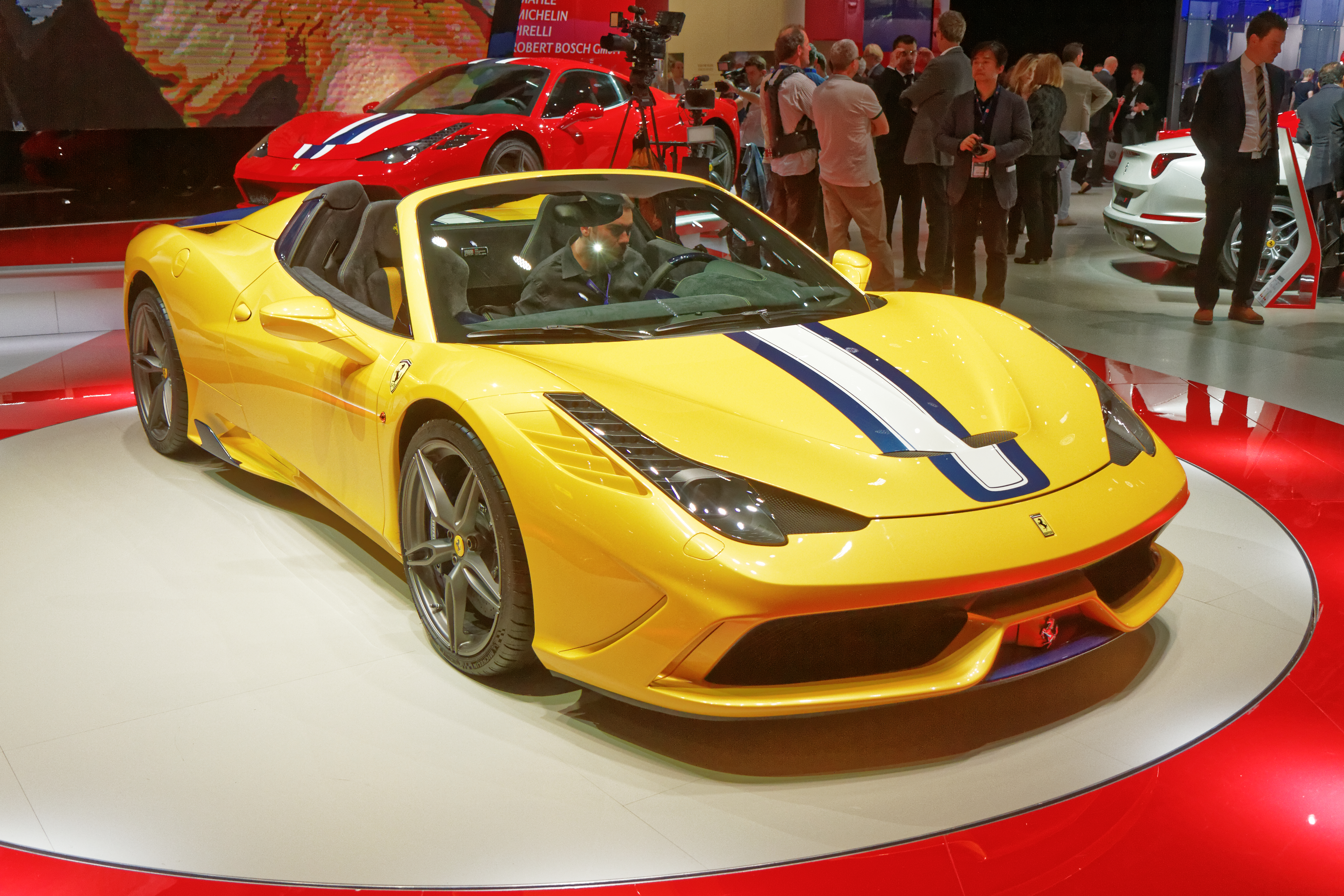
La 458 Speciale A vue de trois-quarts avant.
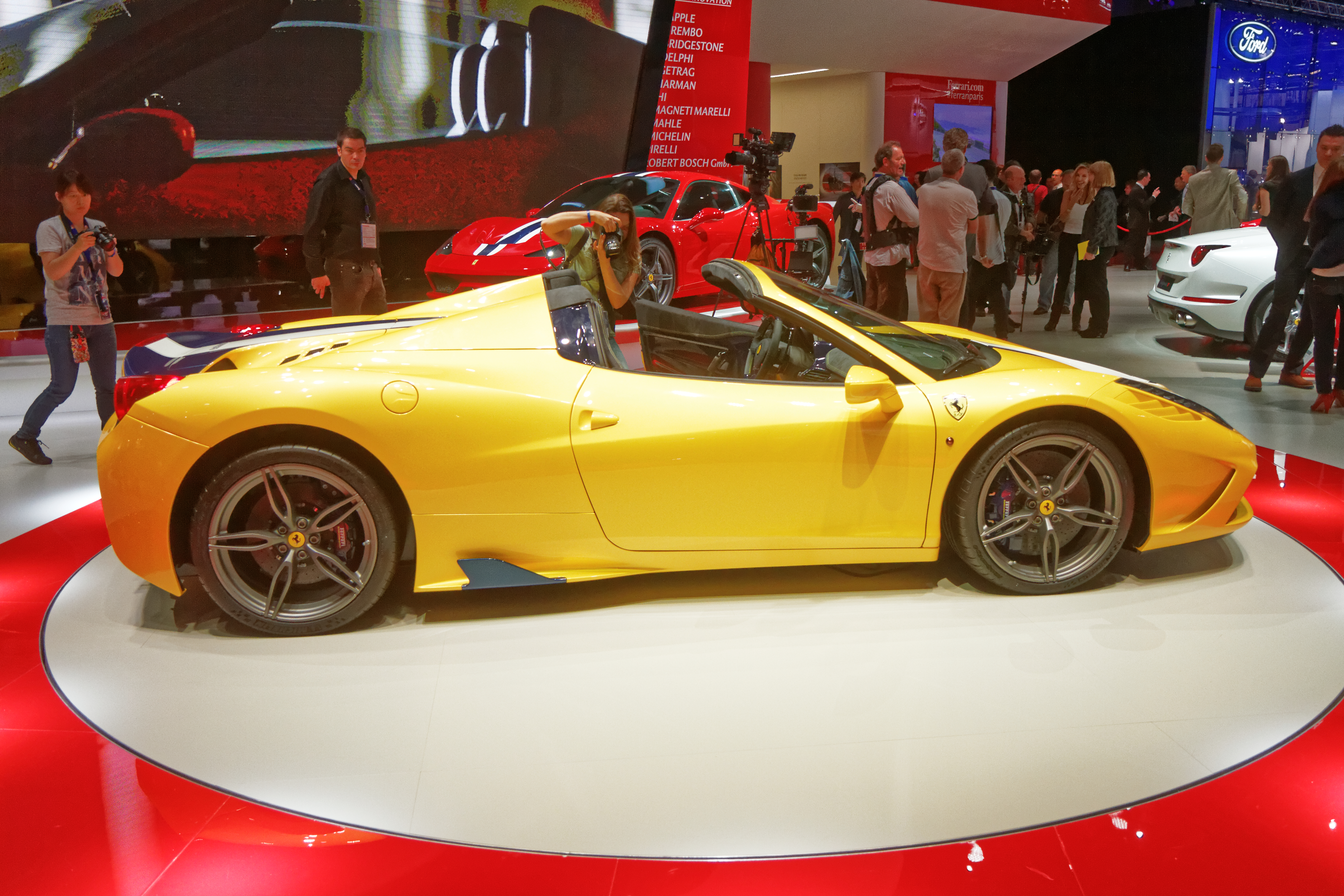
La 458 speciale A vue de côté.
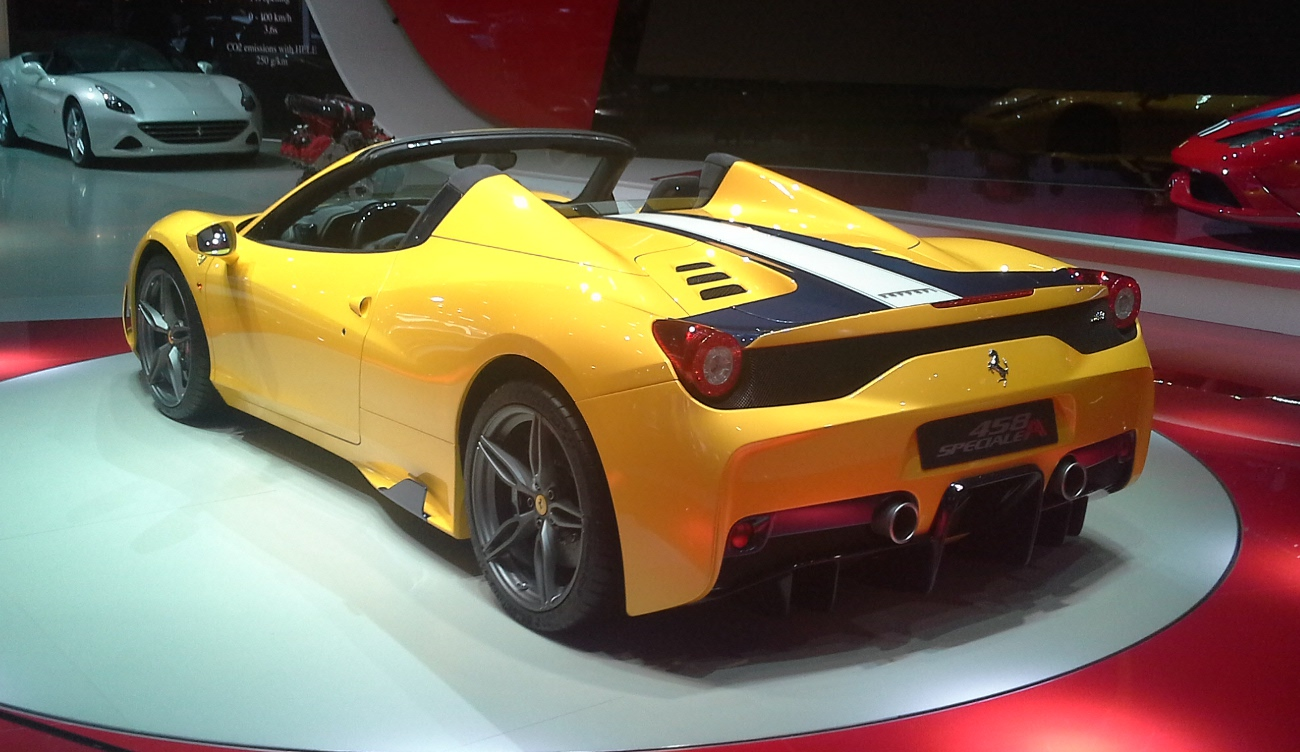
La 458 Speciale A vue de trois-quarts arrière.

### 458 MM Speciale

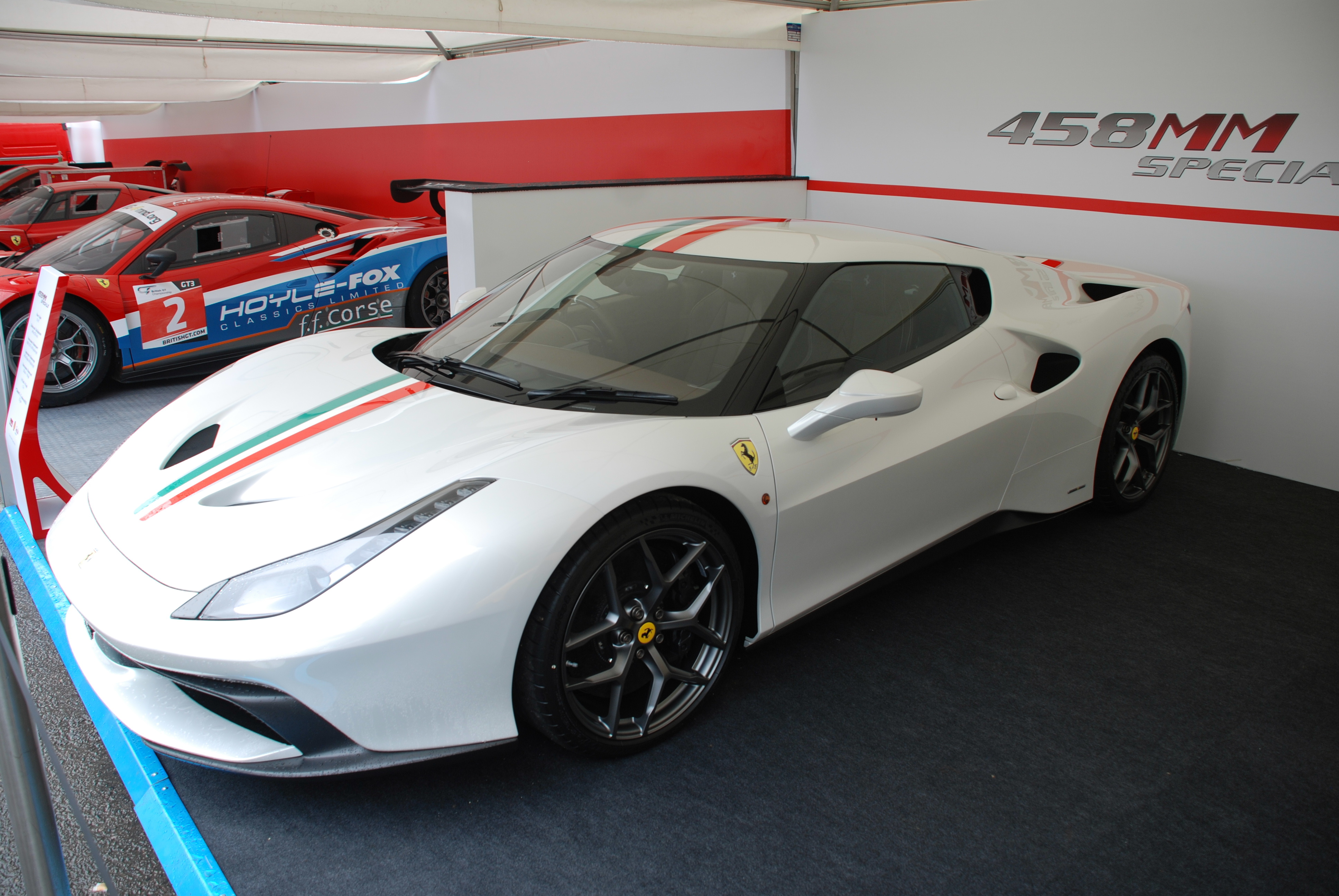
La 458 MM Speciale.

En 2016, un modèle unique a été fabriqué à la demande d'un riche client britannique : la 458 MM Speciale. Elle repose sur une base mécanique de 458 Speciale.
Le propriétaire tenait à la présence d’un vitrage dessiné dans le prolongement du pare-brise, pour un effet visière. Ainsi, les montants du pare-brise sont peints en noir comme un rappel de la Ferrari 288 GTO de 1984.
Les boucliers, réalisés en fibre de carbone, sont spécifiques. Celui de l’avant intègre des ouvertures inclinées vers l’arrière, rendant le spoiler encore plus proéminent. La prise d’air latérale a été également revue. À l’arrière, un pli de carrosserie surplombe des feux ronds inspirés par la nouvelle 488 GTB.
La Ferrari 458 MM Speciale s'habille d'une livrée Bianco Italia parcourue par les couleurs du drapeau italien et chausse des jantes spécifiques.
La sellerie est couleur chocolat avec des surpiqures blanches. Le propriétaire a fait changer le système audio.